# Ennodio Messala
Flavio Ennodio Messala (latino: Flavius Ennodius Messala; fl. 506-513) è stato un politico romano durante il regno degli Ostrogoti in Italia.

## Biografia
Figlio di Anicio Probo Fausto, console del 490, e di Ciniegia, era fratello di Rufio Magno Fausto Avieno, console nel 502. Era imparentato con il poeta Magno Felice Ennodio, di cui era anche amico e col quale scambiò diverse lettere.
Nel 506 fu console scelto dalla corte ostrogota per l'Occidente, assieme ad Areobindo Dagalaifo Areobindo, scelto dalla corte romana d'Oriente.
Si sposò tra il 512 e il 513, come attestato dalle lettere di Ennodio.